# I Don't Like Mondays
I Don't Like Mondays è un singolo del gruppo The Boomtown Rats pubblicato nel 1979. Il brano è stato il più grande successo della band irlandese ed è ancora oggi il loro pezzo più famoso.
La canzone è ispirata a un fatto di cronaca nera dell'epoca.

## Il brano
Bob Geldof afferma di aver scritto la canzone dopo aver letto un telex arrivato alla stazione radio del campus della Georgia State University, che riportava la notizia della strage compiuta dalla sedicenne Brenda Ann Spencer alla Grover Cleveland Elementary School di San Diego in California; lunedì 29 gennaio 1979 la ragazza si era messa a sparare dalla finestra della sua camera, prendendo di mira i bambini in attesa di entrare a scuola, uccidendo due adulti e ferendo otto scolari e un agente di polizia. La Spencer non mostrò alcun segno di rimorso; e la sua unica dichiarazione era stata la frase: «I don't like Mondays» ("Non mi piacciono i lunedì").
(Bob Geldof)
Originariamente, Geldof voleva pubblicare il pezzo come B-side, ma cambiò idea dopo aver constatato di persona il successo che la canzone riscuoteva tra il pubblico durante il tour dei Rats negli Stati Uniti. Nel marzo del 1980 i genitori di Brenda Spencer cercarono invano di bandire I Don't Like Mondays dagli Stati Uniti, inoltre diverse stazioni radio statunitensi si rifiutarono di trasmettere la canzone.
In anni successivi, Geldof ammise di aver peccato di poco tatto all'epoca e rimpianse di aver scritto il brano perché aveva contribuito a "rendere famosa Brenda Spencer".
Nel 2019 Bob Geldof e Johnnie Fingers raggiunsero un accordo nella loro disputa su chi avesse realmente scritto la canzone, che era stata all'epoca accreditata al solo Geldof. Fingers ricevette un compenso monetario e il suo nome fu aggiunto come coautore del pezzo.

## Il fatto
Nel gennaio del 1979 Bob Geldof sente la notizia di una sedicenne di San Diego, Brenda Ann Spencer, che si è resa protagonista di una sparatoria nella scuola di fronte a casa sua uccidendo due persone e ferendone altre nove. Durante le fasi della cattura, la ragazzina dichiarò ai poliziotti: «Nothing's happening today. I don't like Mondays» ("Oggi non succede niente. Non mi piacciono i lunedì"). Durante gli interrogatori, rilasciò dichiarazioni simili, quali: «There was no reason for it, and it was just a lot of fun» ("Non c'erano ragioni per farlo, era semplicemente molto divertente"), «It was just like shooting ducks in a pond» ("Era come sparare alle anatre nello stagno") e «The children looked like a herd of cows standing around, it was really easy pickings» ("I bambini sembravano una mandria di vacche ciondolanti, erano dei bersagli molto facili"). Il fucile da caccia con mirino telescopico utilizzato da Brenda per la strage, le era stato regalato per Natale dal padre nel 1978.

## Pubblicazione
Nonostante la canzone, pubblicata su singolo nel luglio 1979, avesse raggiunto la prima posizione nel Regno Unito, negli Stati Uniti d'America arrivò solo fino alla posizione numero 73 della Billboard Hot 100. Il brano fu regolarmente trasmesso dalle radio rock statunitensi nel corso degli anni ottanta, anche se le stazioni radiofoniche di San Diego si astennero dal programmare il singolo per rispetto nei confronti dei familiari delle vittime.

## Riconoscimenti
Alla 25ª edizione degli Ivor Novello Awards la canzone vinse i premi nelle categorie "Best Pop Song" e "Outstanding British Lyric".

## Videoclip
Il video musicale, diretto da David Mallet, è ispirato al film Il villaggio dei dannati del 1960.

## Cover
- I Bon Jovi hanno suonato la canzone insieme a Bob Geldof sul palco dello stadio di Wembley nel 1995, la performance è presente in One Wild Night Live 1985-2001 e These Days.
- Una cover della canzone è presente nell'album Strange Little Girls di Tori Amos del 2001.
- I Don't Like Mondays è stata reinterpretata dai G4 sul loro album Act Three del 2006.

## Formati

### 7" (1979)
Lato A
1. I Don't Like Mondays

Lato B
1. It's All the Rage

### 7"Old Gold(1986)
Lato A
1. I Don't Like Mondays

Lato B
1. Rat Trap

### CD (1994)
1. I Don't Like Mondays
2. Looking After No. 1
3. Mary of the 4th Form
4. She's So Modern

### CD versione alternativa (1994)
1. I Don't Like Mondays
2. Rat Trap
3. Someone's Looking at You
4. Banana Republic

### CD 3" (1994)
Lato A
1. I Don't Like Mondays

Lato B
1. It's All the Rage

Edizione limitata pubblicata in Germania.

### 7" (1994)
1. I Don't Like Mondays
2. Born to Burn
3. Do the Rat

Edizione limitata in vinile bianco.